# Mobbing
Mobing ili Mobbing (eng. work abuse ili employee abuse) je engleski izraz za zlostavljanje na radnom mjestu.
Mobing je specifični oblik ponašanja na radnom mjestu, kojim jedna osoba ili skupina njih sustavno psihički (moralno) zlostavlja i ponižava drugu osobu, s ciljem ugrožavanja njezina ugleda, časti, ljudskog dostojanstva i integriteta, sve do eliminacije s radnog mjesta. Zlostavljana je osoba bespomoćna, u nemogućnosti je da se obrani. Takve se aktivnosti smatraju mobingom ako su učestale i dugotrajne - najmanje jednom tjedno, tijekom najmanje šest mjeseci.

## Povijest mobinga
Sustavno proučavanje mobing-ponašanja počelo je prije 40-ak godina (1980-ih, Heinz Leymann). Naziv je stvoren od engleskoga glagola to mob, što znači nasrnuti u masi, bučno navaliti na nekoga, i imenice "mob" koja znači rulja, gomila, puk, svjetina, ološ, a skovan je prema istraživanjima  Konrada Lorenza koji je opisao ponašanje nekih životinja koje se udruže protiv jednog člana, napadaju ga i istjeruju iz zajednice, ponekad ga dovode i do smrti. U engleskom govornom području često se koristi i izraz bullyng koji se odnosi uglavnom na slično nasilje u školi. Prema istraživanjima 55 % je okomiti, 45 % vodoravni mobing. Okomiti mobing događa se kada pretpostavljeni zlostavlja jednog podređenog radnika; ili jednog po jednog dok ne uništi cijelu skupinu (zato se još naziva i bossing) ili kada jedna skupina radnika zlostavlja pretpostavljenog (što se događa u 5 % slučajeva). Vodoravni mobing odvija se između radnika na jednakom položaju u hijerarhijskoj ljestvici.

## Značaj Mobbinga
Mobing je široko rasprostranjena pojava, najčešće proučavana na radnim mjestima, a posljedice se odražavaju na socijalno okruženje, radnu sredinu i na pojedinca, pa se problem promatra s medicinskog, sociološkog, pravnog i psihijatrijsko - forenzičkog stajališta, s ciljem da se upozori na značajnost problema, da ga se upozna i naučiti prepoznavati jer se mobing može spriječiti sustavnom primarnom prevencijom, informiranjem, edukacijom i konkretnim zahvatima npr. osobnim treningom komunikacijskih vještina, zaštitnim zakonodavstvom i organizacijskom politikom i praksom koja primjenjuje pravilnike o radu koji ne toleriraju zlostavljanje. 

## Faze Mobbinga
1. faza: Neriješen sukob među suradnicima, koji remeti međuljudske odnose. Izvorni sukob se brzo zaboravlja, a zaostale agresivne težnje usmjeravaju se prema odabranoj osobi.
2. faza: Potisnuta agresija eskalira u psihoteror. Žrtva gubi svoje profesionalno i ljudsko dostojanstvo, počinje se osjećati manje vrijednom, postaje manje vrijedan subjekt koji u svom radnom okružennu gubi potporu, ugled, pravo glasa.
3. faza: Obilježena i stigmatizirana stalno zlostavljana osoba postaje dežurnim krivcem za sve propuste i neuspjehe kolektiva.
4. faza: Žrtva je u "borbi za opstanak", pojavljuje se sindrom izgaranja na poslu (Burn out) psihosomatski i depresivni poremećaj.
5. faza: Uglavnom nakon višegodišnjeg teroriziranja, žrtve obolijevaju od kroničnih bolesti i poremećaja, napuštaju posao ili čine suicid.

## Posljedice mobinga na radnom mjestu
Smanjenje učinkovitosti, ometanje napredovanja, učestali izostanci s posla, bolovanja (bijeg u bolest) napuštanje radnog mjesta, dobivanje otkaza.

## Zdravstvene posljedice
- fizički poremećaji -kronični umor, probavne smetnje, prekomjerna tjelesna težina ili mršavljenje, nesanica, različiti bolni sindromi, smanjen imunitet, povećana potreba za alkoholom, sedativima, cigaretama
- emocionalni poremećaji -depresija, burn-out sindrom, emocionalna praznina, osjećaj gubitka životnog smisla, anksioznost, gubitak motivacije i entuzijazma, apatija ili hipomanija, poremećaj prilagodbe
- bihevioralni simptomi - iritabilnost, projektivnost, nekritično rizično ponašanje, gubitak koncentracije, zaboravnost, eksplozivnost, grubost, pretjerana osjetljivost na vanjske stimuluse, bezosjećajnost, rigidnost, stalna okupiranost poslom, obiteljski problemi, razvod braka, suicid žrtve

## Burn-out
Burn out je progresivni gubitak idealizma, energije i smislenosti vlastitog rada koji doživljavaju ljudi u pomažućim profesijama kao rezultat frustracija i stresa na poslu.
Izgaranje na poslu nije isto što i umor. Umor ne uključuje promjene stavova prema poslu i ponašanje prema klijentima.
Izgaranje se također povezuje s mnogim negativnim emocijama, npr. depresijom, nedostatkom snage, nezadovoljstvom, strahom, neodgovarajućom kvalitetom života i beznađem, gubitkom samopouzdanja, nemogućnosti prosudbe i donošenja odluka; emocionalnom iscrpljenošću, osjećajem nemogućnosti vladanja emocijama zbog stalne i dugotrajne izloženosti stresnim situacijama, depersonalizacijom - patološki promijenjenim doživljajem osobnog identiteta.

## Kako prepoznati mobing
Ako se već ne može izbjeći, važno je mobing znati prepoznati. Slijedi nekoliko znakove, po H. Leymannu, koji upućuju da je riječ o mobingu, bez obzira na njihovu učestalost.
- neprestano sumnjaju u vaše odluke i propituju vaša rješenja;
- dodjeljuju vam posao štetan za zdravlje;
- dodjeljuju vam posao ispod vaše razine ili koji umanjuje vaše samopoštovanje;
- šire o vama glasine ili poluistine;
- iza leđa vas ogovaraju ili namiguju;
- govore da niste psihički zdravi;
- gledaju vas s visine;
- oponašaju vašu mimiku, kretnje i hod;
- omalovažavaju vas i daju vam uvredljive nadimke;
- upliću se u vaš spolni život.

Po tim kriterijima zaposlenici mogu lako prepoznati jesu li izloženi mobingu. Najgori oblik je, dakako, spolno uznemiravanje, kojemu je, nažalost, izloženo sve više žena.

## Kako se zaštititi?
- Zabilježite svaki nasrtaj, arhivirajte sve pismene dokumente
- Obratite se osobi u radnoj sredini u koju imate povjerenje, aktivistima udruženja za zaštitu ljudskih prava, sindikatu, inspektoru rada.
- Ne dopustite da vas uvuku u mobbing ponašanje, budite ljubazni sa zlostavljanom osobom, a zlostavljača upozorite na njegovo ponašanje.

## Vanjske poveznice
- Udruga Mobbing
- Burn out, Ostracizam, Mobbing